# Filippine ai Giochi della XV Olimpiade
Le Filippine hanno partecipato ai Giochi della XV Olimpiade, svoltisi ad Helsinki, dal 19 luglio al 3 agosto 1952,  
con una delegazione di 25 atleti impegnati in 7 discipline,
senza aggiudicarsi medaglie.

## Risultati

### Pallacanestro
| Atleta | Classifica |
| --- | ---------- |
| V · D · M Nazionale filippina - Pallacanestro ai Giochi della XV Olimpiade 3 Loyzaga · 4 Santos · 5 Bautista · 6 Hechanova · 7 Lim · 8 Martínez · 9 Saldaña · 10 Tantay · 11 Gochangco · 13 Genato · 14 Tolentino · 16 Campos · All. Felicísimo Fajardo | 11°        |
| Nazionale filippina - Pallacanestro ai Giochi della XV Olimpiade |            |
| 3 Loyzaga · 4 Santos · 5 Bautista · 6 Hechanova · 7 Lim · 8 Martínez · 9 Saldaña · 10 Tantay · 11 Gochangco · 13 Genato · 14 Tolentino · 16 Campos · All. Felicísimo Fajardo                                                                            |            |